# Jean de Villiers de L’Isle-Adam

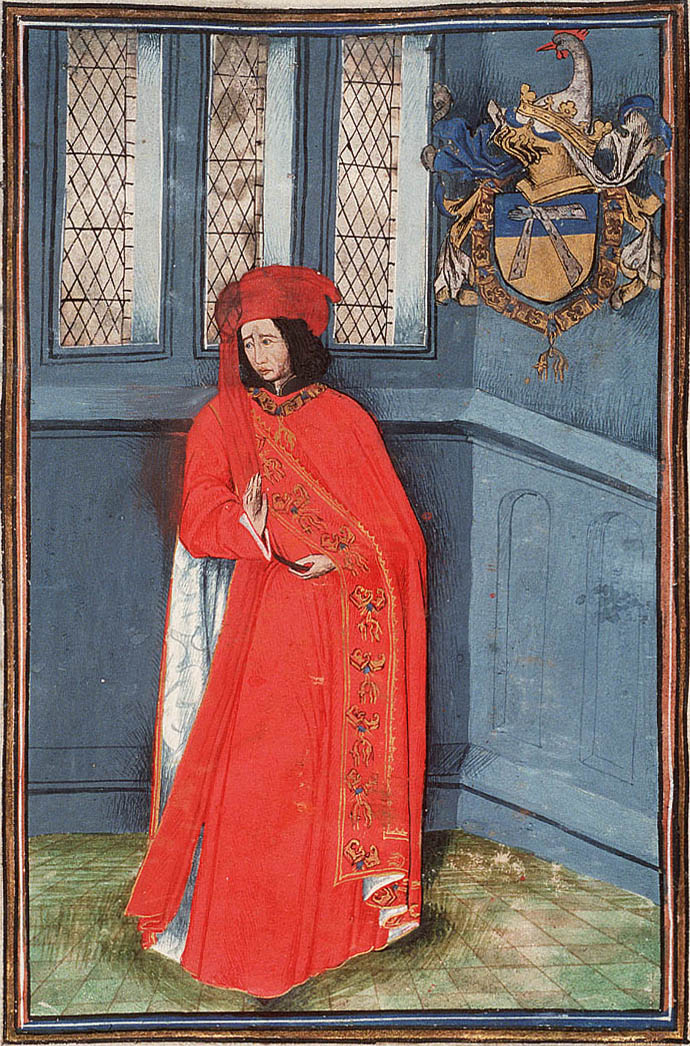
Jean de Villiers de L’Isle-Adam

Familienwappen Jeans de Villiers de L’Isle-Adam

Jean de Villiers, Herr von L’Isle-Adam (* um 1384; † 22. Mai 1437 in Brügge), aus dem Geschlecht De Villiers, war Marschall von Frankreich.
Bei der Belagerung von Harfleur 1415 fiel er in englische Gefangenschaft, aus der er durch ein Lösegeld freikam. König Karl VI. machte ihn danach zum maître des eaux et forêts der Normandie.
Villiers trat der Partei der Bourguignons bei und nahm als einer der leitenden Offiziere an der Eroberung von Paris am 29. Mai 1418 und dem anschließenden Massaker teil. Im gleichen Jahr wurde er als Nachfolger von Boucicaut zum Marschall von Frankreich ernannt.
Nachdem er Beauvais gegen die Engländer gehalten hatte, wurde er 1420 in Paris von Thomas Beaufort, 1. Duke of Exeter, gefangen gesetzt und seiner Ämter enthoben. 1422 wieder freigelassen, trat er in die Dienste der Engländer unter John of Lancaster, 1. Duke of Bedford, und belagerte Meulan.
Als er wieder zum Marschall ernannt wurde, wechselte er zu Philipp dem Guten, Herzog von Burgund, über, und wurde dessen Berater und Kämmerer. Im Oktober 1426 machte ihn der Herzog zum Gouverneur von Holland und 1429 zum Militärgouverneur von Paris sowie 1430 zum Ritter des Orden vom Goldenen Vlies. 1432 nahm er an der Belagerung von Lagny teil, 1435 eroberte er Saint-Denis.
Anschließend kehrte er in den Dienst des Königs Karl VII. zurück, nahm den Engländern Pontoise weg und brachte Paris wieder unter die Herrschaft des französischen Königs.
Am 22. Mai 1437 wurde er als Begleiter des Herzogs von Burgund bei einem Volksaufstand in Brügge getötet. Er wurde in der Brüggener Kirche Sankt Donatus beerdigt.
Sein ältester Sohn aus seiner Ehe mit Jeanne de Vallangoujard ist Jacques de Villiers de L’Isle-Adam († 1472)